# Wetria insignis
Wetria insignis là một loài thực vật có hoa trong họ Đại kích. Loài này được (Steud.) Airy Shaw miêu tả khoa học đầu tiên năm 1972.